# Tullibody
Tullibody (gael. Tulach Bòide) è una città del Regno Unito in Scozia, nel Clackmannanshire.